# Lynda Carter
Lynda Jean Cordova Carter (Phoenix, Arizona, 24 juli 1951) is een Amerikaans actrice en zangeres die onder meer Wonder Woman speelde in de gelijknamige televisieserie.
Carter trouwde op 28 mei 1977 met producer Ron Samuels, maar scheidde in 1982 van hem. Sinds 29 januari 1984 is ze getrouwd met advocaat Robert Altman, niet te verwarren met de gelijknamige regisseur.
In 2018 kreeg Carter een ster op de Hollywood Walk of Fame.

## Filmografie
- Nakia (televisieserie) - Helen Chase (aflevering Roots of Anger, 1974)
- Matt Helm (televisieserie) - Bobbi Dee (aflevering Panic, 1975)
- Bobbie Jo and the Outlaw (1976) - Bobbie Jo Baker
- A Matter of Wife...and Death (televisiefilm, 1976) - Zelda
- Starsky and Hutch (televisieserie) - Vicky (aflevering The Las Vegas Strangler, 1976)
- Wonder Woman (televisieserie) - Wonder Woman (56 afleveringen, 1975-1979)
- The Last Song (televisiefilm, 1980) - Brooke Newman
- Born to Be Sold (televisiefilm, 1981) - Kate Carlin
- Hotline (televisiefilm, 1982) - Brianne O'Neill
- Rita Hayworth: The Love Goddess (televisiefilm, 1983) - Rita Hayworth
- Partners in Crime (televisieserie) - Carole Stanwyck (13 afleveringen, 1984)
- Stillwatch (televisiefilm, 1987) - Patricia Traymore
- Mike Hammer: Murder Takes All (televisiefilm, 1989) - Helen Durant
- Daddy (televisiefilm, 1991) - Charlotte Sampson
- Posing: Inspired by Three Real Stories (televisiefilm, 1991) - Meredith Lanahan
- Lightning in a Bottle (1993) - Charlotte Furber
- Hawkeye (televisieserie) - Elizabeth Shields (aflevering Hawkeye Pilot: Part 1, 1994)
- When Friendship Kills (televisiefilm, 1996) - Kathryn Archer
- She Woke Up Pregnant (televisiefilm, 1996) - Susan Saroyan
- A Prayer in the Dark (televisiefilm, 1997) - Emily Hayworth
- Someone to Love Me: A Moment of Truth Movie (televisiefilm, 1998) - Diane Young
- Family Blessings (televisiefilm, 1999) - Lee Reston
- Super Troopers (2001) - Gov. Natalie Jessman
- The Elder Scrolls III: Morrowind (computerspel, 2002) - vrouwelijke Nord
- Terror Peak (televisiefilm, 2003) - Dr. Janet Fraser
- The Elder Scrolls III: Bloodmoon (computerspel, 2003) - vrouwelijke Nord (Stem)
- Hope & Faith (televisieserie) - Summer Kirkland (aflevering Phone Home for the Holidays, 2003)
- The Creature of the Sunny Side Up Trailer Park (2004) - Lynette
- Wonder Woman: The Ultimate Feminist Icon (DVD, 2005) - rol onbekend
- Sky High (2005) - rectrix Powers
- The Dukes of Hazzard (2005) - Pauline
- Law & Order: Special Victims Unit (televisieserie) - Lorraine Dillon (aflevering Design, 2005)
- Law & Order (televisieserie) - Lorraine Dillon (aflevering Flaw, 2005)
- The Elder Scrolls IV: Oblivion (computerspel, 2006) - vrouwelijke Nord, vrouwelijke Orc (stem)
- Slayer (televisiefilm, 2006) - kolonel Jessica Weaver
- Tempbot (2006) - Mary Alice
- Smallville (televisieserie) - Moira Sullivan (aflevering Progeny, 2007)
- Two and a Half Men (televisieserie) - zichzelf (aflevering Justice in Star-Spangled Hot Pants, 2013)
- Wonder Woman 1984 (2020) - Asteria

- Biblioteca Nacional de España: XX1297436
- Bibliothèque nationale de France: cb144513564 (data)
- Gemeinsame Normdatei: 1103704958
- International Standard Name Identifier: 0000 0000 5938 7220
- Library of Congress Control Number: n2011057207
- MusicBrainz: 702c816c-18fd-4bc3-940c-27ce39b81958
- Nationale Bibliotheek van Tsjechië: xx0100467
- Nationale Bibliotheek van Polen: a0000001739222
- Système universitaire de documentation: 081261403
- Virtual International Authority File: 61768232
- WorldCat: E39PBJmp8pjjQ3B4WmwBYCHpyd